# Yap (Bundesstaat)

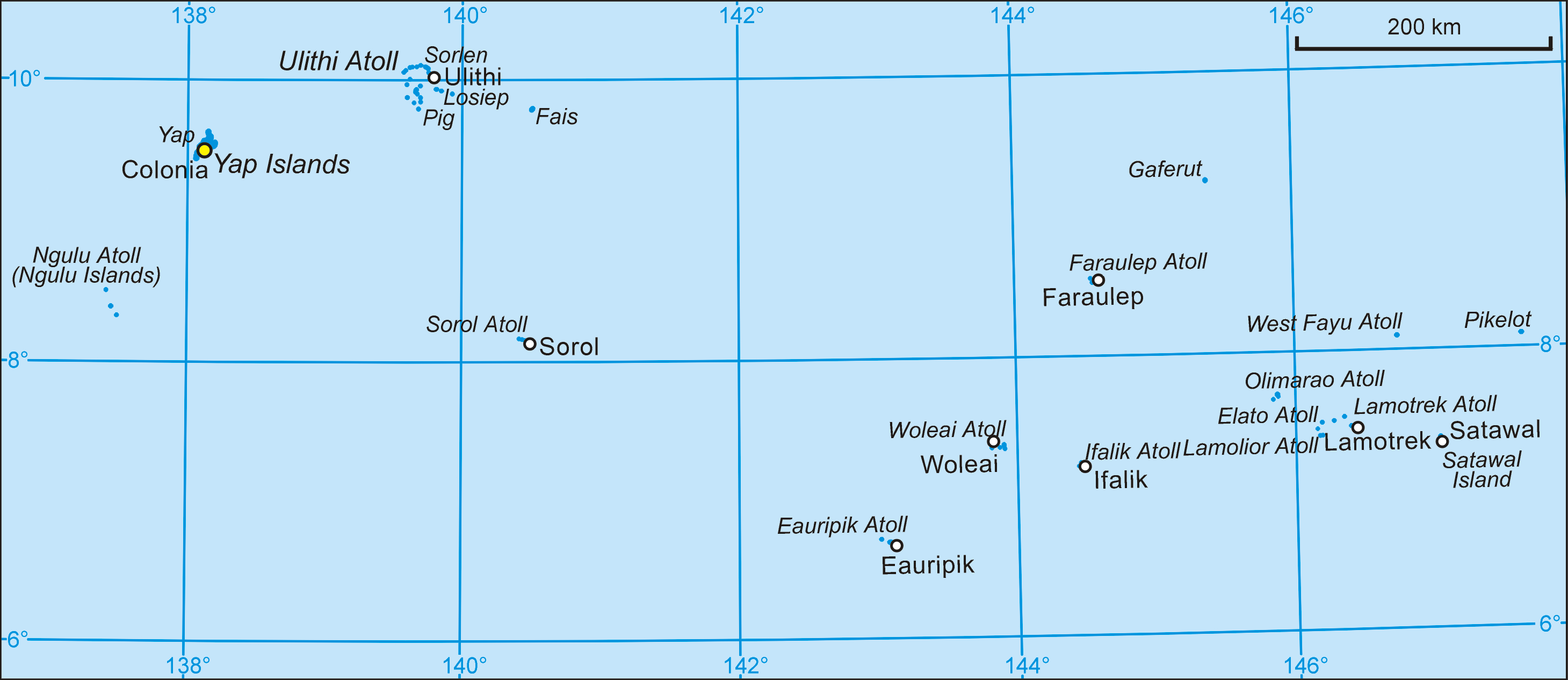
Karte

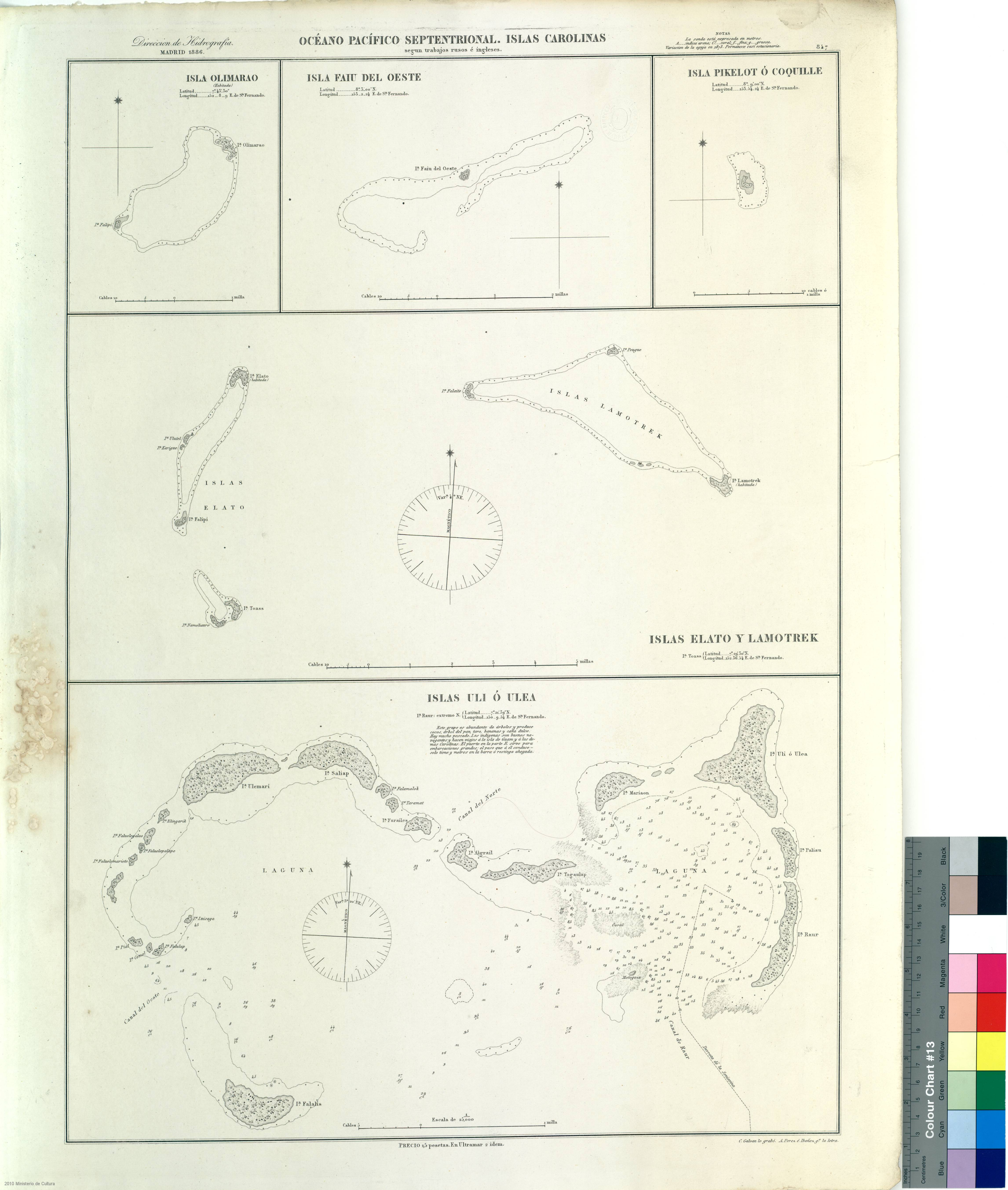
Spanische Seefahrerkarte 1886

Yap ist ein Bundesstaat der Föderierten Staaten von Mikronesien. Zu ihm gehören etwa 145 kleinere Inseln und Atolle im westlichen Pazifischen Ozean.

## Geographie

### Allgemein
Der Bundesstaat Yap liegt im äußersten Westen der Föderierten Staaten von Mikronesien. Er umfasst ein großes westpazifisches Seegebiet, das sich von West nach Ost über mehr als 1100 km und von Nord nach Süd bis zu 350 km erstreckt. Der westlichste Landpunkt von Yap liegt im Ngulu-Atoll, der östlichste auf der Insel Pikelot nahe der Grenze zum Bundesstaat Chuuk. Die Hauptstadt Colonia befindet sich auf der gleichnamigen Insel Yap im Nordwesten des Staatsgebiets. Von der östlichsten Insel Pikelot ist die Hauptinsel über 1000 km entfernt. Die gesamte Landfläche des Bundesstaats umfasst 124 km².

### Inseln und Atolle
Die Inseln außerhalb der Hauptgruppe der Yap-Inseln (Yap Proper) werden als Outer Islands bezeichnet. Der Übersichtlichkeit halber werden hier die Inseln und Atolle in westliche und östliche Gruppe getrennt aufgeführt:

#### Westliche Gruppe
- Ngulu (Atoll mit neun Inseln)
- Yap-Inseln (Yap Proper) (Atoll im Frühstadium, mit vier hohen Inseln und neun kleinen Koralleninseln)
- Ulithi (Atoll mit 34 Inseln) (ohne die separate Insel Falalop)
- Turtle Islands (Atoll mit drei Inseln)
- Zohhoiiyoru Bank (Atoll mit zwei Inseln)
- Sorol (Atoll mit neun Inseln)
- Falalop (Insel östlich des Atolls Ulithi)
- Fais (Insel)

#### Östliche Gruppe
- Woleai (Atoll mit 18 Inseln)
- Eauripik (Atoll mit drei Inseln)
- Faraulep (Atoll mit drei Inseln)
- Ifalik (Atoll mit drei Inseln)
- Gaferut (Insel)
- Olimarao (Atoll mit zwei Inseln)
- Lamolior (Atoll mit zwei Inseln)
- Elato (Atoll mit drei Inseln)
- West Fayu (Piagailoe) (Atoll mit einer Insel)
- Lamotrek (Atoll mit drei Inseln)
- Pikelot (Insel)
- Satawal (Insel)

## Verwaltungsgliederung
Der Bundesstaat Yap ist in insgesamt 21 Gemeinden (municipalities) untergliedert. Davon entfallen zehn auf Yap Proper bzw. Waqaab (sechs auf Insel Yap, zwei auf Gagil-Tamil, eine auf Maap und eine auf Rumung) und elf auf die Outer Islands.
Die Gemeinden auf Yap Proper werden traditionell weiter in Dörfer (villages) untergliedert, insgesamt 129, davon 38 heute unbewohnt.
In neuerer Zeit werden fünf Wahlbezirke (electoral districts) unterschieden: einer für Yap Proper und vier für die Outer Islands.

## Bevölkerung
Im Bundesstaat Yap leben gut 11.000 Menschen, davon rund zwei Drittel auf den Hauptinseln (Yap Proper), der Rest auf den anderen Inseln (Outer Islands).

## Geschichte
Yap wurde wahrscheinlich im 3. Jahrtausend v. Chr. von Einwanderern aus dem Malaiischen Archipel, Neuguinea und den Salomon-Inseln besiedelt. Als wissenschaftlicher Beweis hierfür dient die yapesische Sprache: Sie ähnelt dem Malaiischen, hat aber auch Einflüsse aus Papua-Sprachen.
Die äußeren, heute zum Staat Yap gehörenden Inseln, sind von Polynesien aus besiedelt worden.
Bekannt wurde der Inselstaat durch das Steingeld, riesige Steinscheiben, welche noch bis vor wenigen Jahren als Zahlungsmittel benutzt werden konnten. Da dieses Steingeld aus einem Gestein, welches nicht auf der Insel gewonnen werden konnte, hergestellt werden musste, erklärt sich der Wert aus den bei einer solchen Expedition (meist nach Palau) in Kauf genommenen Gefahren.
Seit dem 16. Jahrhundert war Yap offiziell im Besitz Spaniens, eine Regierungsgewalt wurde jedoch erst im Jahre 1885 ausgeübt, als Spanien einen ersten Gouverneur auf die Insel entsandte. Drei Tage nach dem Eintreffen des Gouverneurs und zweier spanischer Kriegsschiffe erreichte das Kanonenboot der deutschen Kaiserlichen Marine Iltis den Hafen von Yap und nahm sämtliche Inseln im Pazifik zwischen Äquator und 11° nördlicher Breite und zwischen 133° und 164° östlicher Länge in Besitz. Nach heftigen Protesten und einem Sturm der Volksmassen in Madrid gegen die deutsche Gesandtschaft am 4. September 1885 mussten die Iltis und die Nautilus die deutschen Hoheitszeichen auf den Inseln der Karolinen wieder entfernen.
Ein Schiedsspruch Papst Leos XIII. vom 22. Oktober 1885 sprach Spanien den Besitz der Karolinen zu. Am 30. Juni 1899 verkaufte Spanien, nach dem Spanisch-Amerikanischen Krieg die Karolinen, die Palau-Inseln und die Mehrzahl der Marianen an das Deutsche Reich. Im Ersten Weltkrieg wurde die Insel von Japan besetzt und danach als Mandatsgebiet des Völkerbundes verwaltet.
Yap wurde während des Zweiten Weltkrieges im Rahmen des „Island Hopping“ von den USA umgangen und nicht direkt angegriffen, des Öfteren aber wurden japanische Stellungen heftig bombardiert.
Nach Kriegsende wurde Yap Teil des Treuhandgebietes Pazifische Inseln der USA.
Am 10. Mai 1979 ratifizierte Yap die Verfassung der Föderierten Staaten von Mikronesien und wurde mit der offiziellen Unabhängigkeit am 3. November 1986 integraler Bestandteil dieser neuen Nation.

## Leben und Kultur

### Steingeld

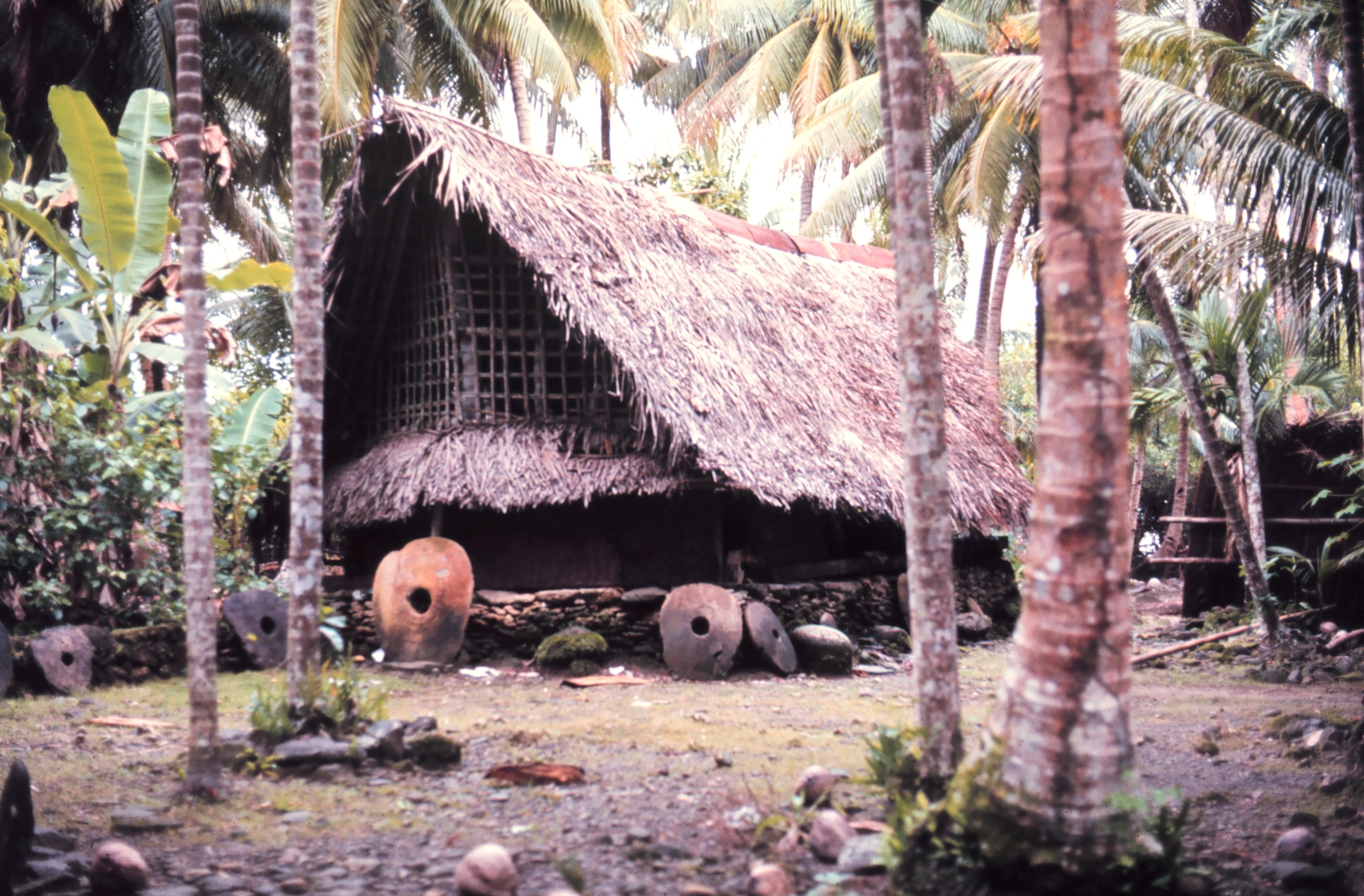
Steingeld neben einer traditionellen Behausung

Der vielleicht außergewöhnlichste Aspekt der Yapesischen Kultur sind die großen, runden Scheiben, das Steingeld oder „Rai“, wie es in der Sprache der Yapesen genannt wird, und das überall auf der Insel zu finden ist. Es ist zwar kein gesetzliches Zahlungsmittel auf dem internationalen Währungsmarkt (die offizielle Währung Yaps ist der US-Dollar), wird aber nach wie vor auf der Insel als Zahlungsmittel verwendet. Die großen Steinscheiben mit symmetrischer Meißelung und einem Loch in der Mitte zum Transportieren können einen Durchmesser haben, der größer ist als ein Mann. Der Wert dieser Kalksteine variiert, aber nicht entsprechend der Größe, sondern entsprechend der Mühen, die die Reise nach Yap gekostet hatte, bei der sie geholt wurden. Heute haben die Leute das Geld noch, aber es wird nicht mehr hin- und herbewegt. Das meiste davon wird in einem Kanal aufbewahrt, der als Steingeldbank bekannt ist, wenn auch ein paar immer noch vor dem mit Stroh gedeckten Männerhaus und vor Familienhütten stehen und deren Reichtum und den Status anzeigen.

### Männerhäuser

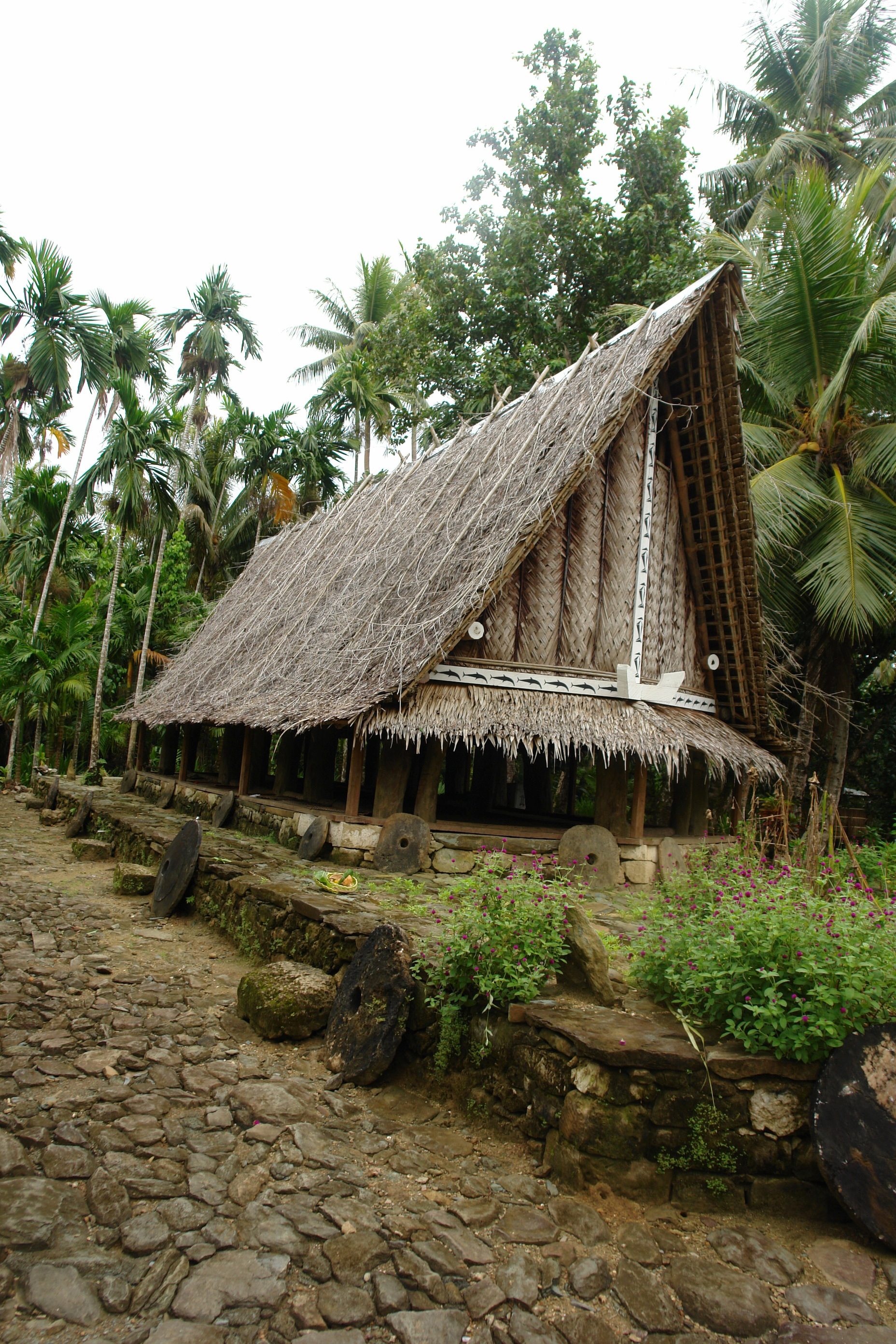
Männerhaus

Fast jedes Dorf auf der Insel hat ein eigenes Männerhaus. Diese kunstvoll aus einheimischen Materialien gebauten Häuser dienen als Treffpunkt, wo sich die Männer versammeln, um ihre Geschichten zu erzählen. Die Tradition schreibt außerdem vor, dass jedes männliche Mitglied eines Dorfes, das zum Fischen gehen wird, die Nacht vorher alleine im Männerhaus verbringen muss. Die Häuser dienen auch als Ort zum Lernen. Die Ältesten des Dorfes geben ihr Wissen und ihre Fertigkeiten weiter und unterrichten die Jungen in der Kunst des Fischens, des Segelns und des heimischen Handwerks.

## Wirtschaft
Heute ist Yap teilweise touristisch erschlossen und speziell für sein Tauchgebiet, wo man mit großen Mantarochen tauchen kann, bekannt.
Ausländern ist es nicht gestattet Land zu besitzen. Allerdings sind Land-Leasingverträge bis zu 50 Jahren Laufzeit zulässig.

## Sprache
Auf den Hauptinseln (Yap Proper) wird Yapesisch gesprochen. Auf den Outer Islands werden eigene Sprachen gesprochen: Ulithisch, Woleaianisch, Satawalesisch. Neben diesen ist Englisch offizielle Amtssprache. Einige Ältere sprechen noch fließend Japanisch.